# Publicistklubbens stora pris
Publicistklubbens stora pris delas ut årligen av Publicistklubben och består av en prissumma på 30 000 kronor. Priset har delats ut sedan 1986 och tilldelas en eller flera personer som under lång tid har hållit hög klass i sin journalistik.

## Mottagare
- 1986 – Sigge Ågren
- 1987 – Fritiof Haglund
- 1988 – Radioprogrammet Kanalen
- 1989 – Sylvia Vollenhoven
- 1990 – Richard Swartz
- 1991 – Bim Enström
- 1992 – Björn Kumm
- 1993 – Gunilla Thorgren
- 1994 – Rolf Porseryd
- 1995 – Gubb Jan Stigson
- 1996 – Lena Mellin
- 1997 – Cecilia Uddén
- 1998 – Göran Rosenberg
- 1999 – Marika Griehsel
- 2000 – Kristina Lindström
- 2001 – Bo Holmström
- 2002 – Cordelia Edvardson
- 2003 – Sverker Olofsson
- 2004 – Carin Mannheimer
- 2005 – Fredrik Laurin, Joachim Dyfvermark och Sven Bergman
- 2006 – Tidskriften Situation Stockholm och tidningarna Faktum och Aluma
- 2007 – Tidskriften Fokus
- 2008 – Bitte Hammargren
- 2009 – Ulf Elfving
- 2010 – Lena Sundström
- 2011 – Rolf Gustavsson
- 2012 – Katarina Gunnarsson
- 2013 – Jan Gradvall
- 2014 – Nils Horner
- 2015 – Nils Hanson[2]
- 2016 – Britt-Marie Mattsson
- 2017 – Cecilia Uddén
- 2018 – Jens Mikkelsen[3]
- 2019 – Sanna Klinghoffer[1]
- 2020 – Linda Hedenljung
- 2021 – Johan Mathias Sommarström
- 2022 – Niclas Hammarström
- 2023 – Helena Bengtsson[4]
- 2024 – Mustafa Can